# Cypholoron convexum
Cypholoron convexum là một loài thực vật có hoa trong họ Lan. Loài này được Schuit. & de Vogel mô tả khoa học đầu tiên năm 1982.